# Батуринська міська рада
Бату́ринська міська́ ра́да — адміністративно-територіальна одиниця та орган місцевого самоврядування в Бахмацькому районі Чернігівської області. Адміністративний центр — місто Батурин.

## Загальні відомості
Батуринська міська рада утворена у 1919 році.
- Територія ради: 12,104 км²
- Населення ради: 2 758 осіб (станом на 1 січня 2011 року)
- Територією ради протікає річка Сейм

## Історія
Статус міста Батурин — з 23 вересня 2008 року (раніше з 1625 по 1923), село Батурин — з 1923 по 1960 рік, смт Батурин — з 1960 по 2008 рік.

## Населені пункти
Міській раді підпорядковані населені пункти:
- м. Батурин

## Склад ради
Рада складається з 14 депутатів та голови.
- Голова ради: Душа Леонід Леонідович

### Депутати
За результатами повторних місцевих виборів 21.02.2016 депутатами ради стали:

#### За суб'єктами висування
| Суб'єкт висування                                       | Кількість обраних депутатів | %     |
| ------------------------------------------------------- | --------------------------- | ----- |
| Політична партія "Наш край"                             | 6                           | 42.86 |
| Всеукраїнське об’єднання "Свобода"                      | 2                           | 14.29 |
| Політична партія Всеукраїнське об'єднання «Батьківщина» | 2                           | 14.29 |
| Аграрна партія України                                  | 2                           | 14.29 |
| БПП "СОЛІДАРНІСТЬ"                                      | 1                           | 7.14  |
| Радикальна партія Олега Ляшка                           | 1                           | 7.14  |